# Visnaga daucoides
Visnaga daucoides là một loài thực vật có hoa trong họ Hoa tán. Loài này được Gaertn. miêu tả khoa học đầu tiên.